# سي وورلد
عالم البحار: هو سلسلة من الحدائق و المتنزهات في الولايات المتحدة و تحوي على الثدييات البحرية، يملك هذه المتنزهات سي وورلد وترفيه، و فيها عروض أسد البحر، وعروض الدلافين و عروض الحيوانات تضم مختلف الحيوانات البحرية الأخرى، وهناك فروع في أورلاندو، فلوريدا، وسان دييغو، كاليفورنيا، سان أنطونيو، تكساس.